# Whitewater (Kansas)
Whitewater è un comune degli Stati Uniti d'America, situato nello Stato del Kansas, nella contea di Butler.